# 安田早織
安田 早織 (やすだ さおり、1988年6月18日 - ) は 日本のジャーナリストで、NHK放送総局報道局政治部記者。

## 経歴
岐阜県出身。岐阜県立岐阜高校を経て、東京都立大学都市教養学部に入学。
大学卒業後の2011年4月、NHKに入局。『NHK富山放送局』、『NHK名古屋放送局』を経て、報道局政治部に配属。政治部では 厚生労働省の取材を担当。